# Банкя
Банкя (болг. Банкя) — город в Болгарии. Находится в Городской области Софии, является административным центром района Банкя общины Столична. Население составляет 11 890 человек (2022).